# 哈桑·克雷奇·桃花石汗
哈桑·克雷奇·桃花石汗（Hasan，?—?），西喀喇汗国第12代汗，阿里特勤的后裔。1130年，塞尔柱王朝先后废黜穆罕默德·本·蘇來曼、伊卜拉欣二世，哈桑他被立为西喀喇汗（克雷奇·桃花石汗）。西喀喇汗国是塞尔柱王朝的附庸，1132年，穆罕默德·本·蘇來曼的第三子马黑木二世继承汗位。
| 前任： 伊卜拉欣二世 | 西喀喇汗国可汗 1132年 | 繼任： 马黑木二世 |